# Melidectes fuscus
El mielero fuliginoso (Melidectes fuscus) es una especie de ave paseriforme de la familia Meliphagidae endémica de Nueva Guinea.

## Taxonomía
El mielero fuliginoso fue descrito científicamente por el ornitólogo inglés Charles Walter De Vis en 1897 como Acanthochoera fusca'. El epíteto específico fuscus significa «marrón, «oscuro», o «negro».
En clasificaciones anteriores población de los bosques subalpinos de Cordillera Central era reconocida como una subespecies diferente, M. f. occidentalis, pero en publicaciones recientes la especie es tratada como monotípica.

## Distribución
Es endémica de la Cordillera Central en el centro y sur este de Nueva Guinea, donde vive en varias poblaciones fragmentadas desde el oeste de los montes Maoke, en el oeste de la provincia de Papúa, hasta el este de la cordillera de Owen Stanley en la península Cola de Pájaro.